# Konstsim vid världsmästerskapen i simsport 2023 – Fritt lagprogram
Det fria lagprogrammet vid världsmästerskapen i simsport 2023 avgjordes mellan den 20 och 21 juli 2023 i Marine Messe Fukuoka i Fukuoka i Japan.

## Resultat
Kvalet startade den 20 juli klockan 10:00. Finalen startade den 21 juli klockan 19:30.
Grön bakgrund betyder att konstsimmarna gick vidare till finalen
| Placering | Nation         | Simmare | Kval     | Kval      | Final            | Final            |
| Placering | Nation         | Simmare | Poäng    | Placering | Poäng            | Placering        |
| --------- | -------------- | --- | -------- | --------- | ---------------- | ---------------- |
| 1         | Kina           | Chang Hao Feng Yu Wang Ciyue Wang Liuyi Wang Qianyi Xiang Binxuan Xiao Yanning Zhang Yayi                                                                                      | 322,2731 | 1         | 329,1687         | 1                |
| 2         | Japan          | Moe Higa Moeka Kijima Uta Kobayashi Ayano Shimada Ami Wada Akane Yanagisawa Mashiro Yasunaga Megumu Yoshida                                                                    | 293,4522 | 3         | 317,8085         | 2                |
| 3         | Ukraina        | Maryna Aleksijiva Vladyslava Aleksijiva Marta Fjedina Veronika Hrysjko Darja Mosjynska Anhelina Ovtjynnikova Anastasija Sjmonina Valerija Tysjtjenko                           | 275,7209 | 4         | 256,2415         | 3                |
| 4         | Spanien        | Cristina Arámbula Berta Ferreras Marina García Meritxell Mas Alisa Ozhogina Paula Ramírez Sara Saldaña Iris Tió                                                                | 294,9313 | 2         | 249,6521         | 4                |
| 5         | Israel         | Shelly Bobritsky Maya Dorf Noy Gazala Catherine Kunin Aya Mazor Nikol Nahshonov Ariel Nassee Neta Rubichek                                                                     | 251,9394 | 6         | 247,7290         | 5                |
| 6         | Italien        | Linda Cerruti Marta Iacoacci Sofia Mastroianni Enrica Piccoli Lucrezia Ruggiero Isotta Sportelli Giulia Vernice Francesca Zunino                                               | 233,1010 | 7         | 244,1174         | 6                |
| 7         | Grekland       | Maria Alzigkouzi Eleni Fragkaki Krystalenia Gialama Zoi Karangelou Maria Karapanagiotou Danai Kariori Ifigeneia Krommydaki Sofia Malkogeorgou                                  | 221,8460 | 9         | 232,6396         | 7                |
| 8         | Australien     | Hannah Burkhill Natalia Caloiero Georgia Courage-Gardiner Alessandra Ho Margo Joseph-Kuo Pam Kurosawa Anastasia Kusmawan Zoe Poulis                                            | 191,7478 | 11        | 221,6416         | 8                |
| 9         | USA            | Anita Alvarez Jaime Czarkowski Megumi Field Calista Liu Jacklyn Luu Audrey Kwon Daniella Ramirez Natalia Vega                                                                  | 251,9500 | 5         | 218,6605         | 9                |
| 10        | Storbritannien | Eleanor Blinkhorn Isobel Blinkhorn Millicent Costello Beatrice Crass Isobel Davies Aimee Lawrence Daniella Lloyd Robyn Swatman                                                 | 225,5188 | 8         | 217,1897         | 10               |
| 11        | Kazakstan      | Eteri Kakutia Aigerim Kurmangaliyeva Xeniya Makarova Arina Myasnikova Anna Pavletsova Valeriya Stolbunova Zhaklin Yakimova Zhaniya Zhiyengazy                                  | 189,2292 | 12        | 185,0375         | 11               |
| 12        | Egypten        | Mariam Ahmed Amina Elfeky Malak Hebesha Hanna Hiekal Salma Marei Sondos Mohamed Laila Mohsen Nihal Saafan                                                                      | 194,4771 | 10        | 179,6291         | 12               |
| 13        | Slovakien      | Veronika Ásványiová Michaela Bernáthová Chiara Diky Johana Lajčáková Lea Anna Krajčovičová Linda McDonnell Žofia Strapeková Lisa Zemanová                                      | 188,0291 | 13        | Gick inte vidare | Gick inte vidare |
| 14        | Chile          | Barbara Copelli Soledad García Trinidad García Theodora Garrido Isidora Letelier Antonia Mella Josefa Morales Rocío Vargas                                                     | 182,3626 | 14        | Gick inte vidare | Gick inte vidare |
| 15        | Tyskland       | Klara Bleyer Marlene Bojer Maria Denisov Solène Guisard Daria Martens Susana Rovner Daria Tonn Michelle Zimmer                                                                 | 181,0417 | 15        | Gick inte vidare | Gick inte vidare |
| 16        | Thailand       | Jinnipha Adisaisiributr Kantinan Adisaisiributr Patrawee Chayawararak Nannapat Duangprasert Chantaras Jarupraditlert Pongpimporn Pongsuwan Supitchaya Songpan Voranan Toomchay | 159,0417 | 16        | Gick inte vidare | Gick inte vidare |
| 17        | Nya Zeeland    | Ashley Armstrong Chloe Boyt Evie Caple Ariel Chen Sascha Fox Eva Morris Karlina Steiner Eden Worsley                                                                           | 150,0363 | 17        | Gick inte vidare | Gick inte vidare |
| 18        | Costa Rica     | María Alfaro Alexa Alpízar María Paz Castro Mariela Jenkins Andrea Maroto Anna Mitinian Jimena Solano Raquel Zúñiga                                                            | 134,3000 | 18        | Gick inte vidare | Gick inte vidare |
| 19        | Macao          | Ao Weng I Au Ieong Sin Ieng Chan Ka Hei Chau Cheng Han Chio Un Tong Gabriel Zhou Constanca Sofia Lo Wai Lam Zheng Zexuan                                                       | 128,5917 | 19        | Gick inte vidare | Gick inte vidare |
| 20        | Singapore      | Yvette Ann Chong Kiera Lee Rae-Anne Ong Eleanor Quah Posh Soh Royce Soh Vivien Tai Claire Tan                                                                                  | 0DNS0    | 0DNS0     | Gick inte vidare | Gick inte vidare |